# Eunidia laosensis
Eunidia laosensis là một loài bọ cánh cứng trong họ Cerambycidae.